# Cryptobatrachus ruthveni
Cryptobatrachus ruthveni é uma espécie de anfíbio anuro da família Hemiphractidae. Está presente na Colômbia. A UICN classificou-a como em perigo de extinção.